# Rak neznanega izvora
Rak neznanega izvora (RNI) je razsejani rak, pri katerem kljub anamnezi, kliničnemu pregledu in opravljenim slikovnim preiskavam ni mogoče odkriti izvornega mesta bolezni. Med vsemi invazivnimi raki predstavlja okoli 3 do 5 % vseh primerov, njegova pojavnost pa pada, verjetno zaradi boljših diagnostičnih možnosti, ki omogočajo, da se pri večjem deležu razsejanih rakov odkrije mesto primarnega tumorja. Pogosteje zbolevajo starejši, nekoliko pogosteje moški kot ženske. Pred leti je bil sedmi do osmi najpogostejši rak, po smrtnosti pa na četrtem mestu med vsemi raki. V Sloveniji je bilo v letu 2002 prijavljenih 298 novih primerov, kar je predstavljalo letno pojavnost 15/100.000 prebivalcev. V večini primerov (80 do 85 %) gre za bolezen s slabo prognozo, pri manjšem deležu (15 do 20 %) pa gre ob diagnozi za bolj omejeno bolezen, ki ob ustreznem zdravljenju omogoča razmeroma dolgo preživetje. Dejavniki tveganja za RNI so podobni kot pri drugih vrstah raka: kajenje, pretirano uživanje alkohola, družinska obremenjenost in sladkorna bolezen. Zdravljenje pogosto zajema izkustveno kemoterapijo (pogosto se uporabi kombinacija učinkovine na osnovi platine in paklitaksela ali gemcitabina), vendar pa klinični podatki ne dokazujejo, da bi bila določena vrsta kemoterapije učinkovitejša od drugih. Za znaten delež bolnikov ostaja optimalna izbira najboljše možno podporno zdravljenje.